# Camillo Genelli
Camillo Genelli (* 30. März 1840 in München; † 19. Januar 1867 in Weimar) war ein deutscher Zeichner und Maler.
Er war der Sohn von Bonaventura Genelli und Caroline, geb. Kübler (1808–1880). Seine Schwestern waren die Schauspielerin Gabriele (1836–1879) und Laetitia (1844–1899), Ehefrau des großherzoglichen Sekretärs in Weimar, John Marshall.
In München erhielt er in der von Wilhelm Kaulbach geleiteten Kunstakademie zwischen 1857 und 1859 als Schüler der Antikenklasse und im Fach der Zeichenkunst seine Grundausbildung. Ab 1864 war er Gast und Schüler in der Werkstatt des Öl- und Freskomalers Carl Rahl (1812–1865) in Wien, wo er bis zum frühen Tod seines Meisters blieb. Danach begann er mit Porträtarbeiten in Weimar. Es entstanden Porträts von der Malerin Luise Seidler (1786–1866), die ihn in der Technik der Ölmalerei beriet, von seiner Mutter, seinen Schwestern, von Schauspieler Genast und Opernsänger Feodor von Milde u. a.
Er starb im Alter von nur 26 Jahren an einer fieberhaften Erkrankung, die das Gehirn befiel.